# Fabric
Fabric är en nattklubb i London i Storbritannien. Den är en av de största och populäraste i Storbritannien, och anses allmänt vara en av de bästa nattklubbarna i världen.